# 居谷四郎
居谷 四郎（いたに しろう、12月27日生）は、日本の男性俳優、声優。オフィスPACに所属していた。兵庫県出身。

## 出演作品

### テレビアニメ
2008年
- 獣神演武 HERO TALES（文官）

2010年
- スター・ウォーズ/クローン・ウォーズ（テレビシリーズ）（TA175、オルド・エニセンス、ポーラ・ロポル、TV-94、ラウリ・ワーロ、ロボニーノ、デ・ブーン、グワーム）
- スティッチ! 〜いたずらエイリアンの大冒険〜（職員）

2011年
- スター・ウォーズ/クローン・ウォーズ（闇商人、ナイトブラザー1、拷問ドロイド）

2012年
- スター・ウォーズ/クローン・ウォーズ（エンボ）

### 劇場アニメ
2010年
- ジュノー（事務員[1]）

### 吹き替え
- アラーム・フォー・コブラ SPIN OFF（ハルトムート）
- ER緊急救命室シーズンXV #2（ジェイコブ〈ジョシュア・シニステーラ〉）
- 1911
- ウォール・ストリート
- ウォーロード/男たちの誓い
- エンジェル ウォーズ
- NCIS 〜ネイビー犯罪捜査班（アンソニー・ディノッゾ（マイケル・ウェザリー））
- オフロでGO!!!!! タイムマシンはジェット式
- ギルモア・ガールズ
- 救命医ハンク セレブ診療ファイル
- クリミナル・マインド FBI行動分析課（スコット 他）
- クリミナル・マインド 特命捜査班レッドセル
- コールドケース5 #6
- コールドケース6 #4
- ザ・ケープ 漆黒のヒーロー
- CSI:マイアミ9
- SHERLOCK（シャーロック）
- ジャイアント（ソンモ）
- 新ビバリーヒルズ青春白書
- スパルタカス
- スパルタカス ゴッド・オブ・アリーナ
- ストーム・シティ（ヤコブス）
- 製パン王 キム・タック
- ダウントン・アビー（ラング）
- ダブル・ミッション
- ダメージ3
- デビル・インサイド（ドレイファス警部補）
- 天使の誘惑（シン・ヒョヌ）
- トーチウッド 人類不滅の日
- トワイライト〜初恋〜（ジェームズ（キャム・ギガンデット））※DVD・BD版
- トンイ
- 長ぐつをはいたネコ
- 花より男子〜Boys Over Flowers（チョン・サンニョク/西田）[2]
- HAWAII FIVE-0（ファーマン）
- 僕の彼女は九尾狐
- ミス・マープル4 魔術の殺人
- 名探偵ポワロ ハロウィーン・パーティー（エドムンド・ドレイク）
- 名探偵モンク3、4、7
- メタル・トランスフォーム（イーサン）
- 雪の女王（キム・ジョンギュ）
- ロイヤル・スキャンダル 〜エリザベス女王の苦悩〜
- 私の心が聞こえる?（イ・スンチョル）

### 舞台
- ブルーストッキングの女たち
- 法王庁の避妊法
- 見よ、飛行機の高く飛べるを